# Hey Music
Hey Music war eine internationale Hitparade, die am 20. September 1967 bei der ehemaligen Rundfunkanstalt Sender Freies Berlin startete und am 2. Juli 2023 beim Radiosender rbb 88.8 endete. Sie war die älteste noch laufende Hitparade Deutschlands.

## Anfang
Am 20. September 1967 um 19:30 Uhr begrüßte Rainer Bertram mit den Worten „Hallo, Leute“ die Hörer der ersten Ausgabe der internationalen Hitparade des Sender Freies Berlin. Es war die Idee von SFB-Musikredakteur Klaus Werker als Antwort auf die im RIAS erfolgreich laufenden Schlager der Woche mit Lord Knud. Die Sendung lief zunächst einmal monatlich, wenig später 14-täglich und danach jede Woche am Donnerstag.
Jürgen Jürgens (1952–2018) hatte als Schüler die Sendung von der ersten Folge an gehört und sich regelmäßig schriftlich beteiligt. Nach einem Interview mit Rainer Bertram für seine Schülerzeitung Die Pauke wurde er eingeladen, am 11. November 1969 drei Singles anzusagen. Danach durfte er regelmäßig als Gastmoderator LP-Titel in der Sendung vorstellen. Er bekam seine erste Sendung Soeben eingetroffen, in der er zusätzlich neue Titel für Hey Music vorstellte. Rainer Bertram, eigentlich Schauspieler und Schlagersänger (Itsy Bitsy Teenie Weenie Honolulu-Strand-Bikini), verließ die Sendung für seine Regiearbeiten, unter anderem Alles Nichts Oder?! mit Hella von Sinnen und Hugo Egon Balder.
Ab dem 19. August 1970 moderierte der Österreicher Patrick Krebitz, der in Berlin als DJ arbeitete, in enger Zusammenarbeit mit Jürgens die Sendung. Als Krebitz Berlin verließ, übernahm Jürgens am 5. Juli 1972 Hey Music vollständig.
Als Erkennungsmelodie diente in den 1970er Jahren der Instrumental-Titel Jump For Joy vom Biddu Orchestra, in den 1980er Jahren das von Phil Lynott und Midge Ure geschriebene Stück Yellow Pearl, das von 1981 bis 1986 auch in der britischen Musiksendung Top of the Pops als Thema verwendet wurde.

## Live- und Fernsehproduktionen
Mit den monatlich in Schulen und Jugenddiskotheken wie Sloopy, dachluke und Pop Inn veranstalteten „Hey Music Partys“ wuchs die Begeisterung für die Sendung unter den jungen Hörern. Höhepunkte dieser Reihe waren die Partys am 13. Oktober 1979 in der Deutschlandhalle anlässlich des 75. Berliner Sechstagerennens mit der Berliner Band Bel Ami, Oliver Onions, Bernie Paul, Gilla und Chi Coltrane sowie am 11. Mai 1980 mit dem Berliner Jugendclub mit Nick Straker, Peter Kent, Dr. Koch Ventilator, Nighthawks und den Puhdys. 1983 folgte eine weitere Kooperation mit dem Pop Inn und seinem DJ Klaus Schäfer mit UKW, den Neonbabies (mit Inga Humpe), Geier Sturzflug und Hans Hartz.
Am 14. Juli sowie am 4., 18. und 25. August 1994 zeigte Jürgens jeweils um 23:05 Uhr seine 30-minütigen Hey Music-TV-Specials mit Interviews und selbst produzierten Clips im dritten Programm des SFB-Fernsehens.

## Wellenwechsel und Jubiläen
Die Radiowellen wechselten, die Sendung Hey Music blieb. Die einzelnen Stationen waren SFB 1, SFB 2, Radio 4 U (als Top 98,2 – Hey Music), Stadtradio Berlin 88.8 und 88 Acht. Mit dem Start vom Stadtradio Berlin 88.8 musste sich Hey Music inhaltlich dem Schlagerformat des Senders anpassen. Christian Eckhardt und Jürgen Jürgens moderierten gemeinsam am Sonntag vier Stunden lang. Eckhardt verließ den Sender, weil er intensiver als Schauspieler und Regisseur unter seinem eigentlichen Namen Hans-Eckart Eckhardt arbeiten wollte.
Seit dem 7. November 2005 lief Hey Music jeden Montagabend auf Radio Berlin 88,8, bei dem Jürgens bis zu seinem Tod Musikchef war. Am 26. Oktober 2007 feierte Hey Music 40-jähriges Bestehen im Tempodrom mit Suzi Quatro, The Sweet, The Shadows (mit Bruce Welch) und Gastauftritten von Silly, P.R. Kantate, Peter Hubert von UKW, Dirk Michaelis und Helen Schneider. Zudem erschien die Jubiläums-Sonderausgabe 40 Jahre Hey Music – 40 Jahre Popgeschichte, in der Jürgens persönliche Anekdoten aus seiner Arbeit erzählte und Popstars karikierte.
Am 8. November 2010 wurde die 2000. Sendung ausgestrahlt.
Am 19. November 2017 verabschiedete sich Jürgen Jürgens in den Ruhestand, anlässlich dessen veranstaltete der rbb eine Gala unter dem Namen 50 Jahre Hey Music – Danke, Jürgen Jürgens!, die bei Radio Berlin 88,8 und im rbb Fernsehen ausgestrahlt wurde. Danach moderierte Anke Friedrich die Hitparade in einer neuen Form. Seit dem 10. Februar 2019 moderierte Uwe Hessenmüller sonntags zwischen 17 und 19 Uhr die Sendung beim Radiosender rbb 88.8.
Im Sommer 2023 wurde Hey Music als Hitparade eingestellt; Uwe Hessenmüller beendete Ende August 2023 seine Laufbahn als Radiomoderator. 